# На лезі ножа
На лезі ножа (англ. Rough Draft) — американський трилер 1998 року.

## Сюжет
Маніяк виходить на полювання і бере з собою журналіста, який і під страхом смерті і з бажанням написати сенсаційний матеріал йде з ним на контакт. Журналіст став випадковим свідком вбивства молодої жінки. Отримавши звуковий запис, він хоче передати його поліції. Але маніяк за ним пильно стежить і не дозволяє цього зробити. Сенсаційний репортаж — ось що потрібно журналісту, щоб задовольнити особисті амбіції. Вбивця його залишив в живих так само з метою розповісти про себе всі подробиці.

## У ролях
| Актор              | Роль         |
| ------------------ | ------------ |
| Гері Б'юзі         | Нельсон Кісе |
| Арнольд Вослу      | Стефан       |
| Майкл Медсен       | Гейнес       |
| Джулія Кемпбелл    | Джульєтта    |
| Рено Вілсон        | Лару         |
| Девід Майклс       | Ерік / Еріка |
| Марсі Каплан       | Лорі         |
| Патриція Скеріотіс | Марія        |
| Джаззман           | танцюрист    |
| Еріка Йон          | місіс Морріс |